# Forrest Landis
Forrest Landis, född 9 augusti 1994 i Palm Beach, Florida, är en amerikansk skådespelare, skateboardare, producent och skribent. Han är mest för sina roller som Mark Baker i filmerna Fullt hus och Fullt hus igen och Rhett Loud i filmen Flightplan.
Landis har numera sedan 2008 lagt skådespelarkarriären på hyllan och ägnar sig då istället åt att åka skateboard.